# Daniel Vosmaer
Daniel Vosmaer (13 octobre 1622, Delft - vers 1669, Den Briel) est un peintre néerlandais du siècle d'or. Il est connu pour ses peintures de paysages naturels et urbains, ainsi que ses natures mortes jugées obscènes par le pape Urbain VIII.

## Biographie
Daniel Vosmaer est né le 13 octobre 1622 à Delft aux Pays-Bas. 
Il est le fils de l'orfèvre Arent Woutersz Vosmaer. Il étudie la peinture auprès de son oncle Jacob Vosmaer. Il devient membre de la Guilde de Saint-Luc de Delft en 1650. Il est connu pour ses peintures de la ville de Delft, en particulier après l'explosion de la poudrière de Delft en 1654. En 1666, il quitte Delft et s'installe à Den Briel, où son frère aîné Abraham est déjà installé depuis les années 1650.
Il meurt vers 1669 à Den Briel à son retour d'Italie d'où il peignit l’œuvre inachevée de l'éruption de l'Etna.

## Œuvres

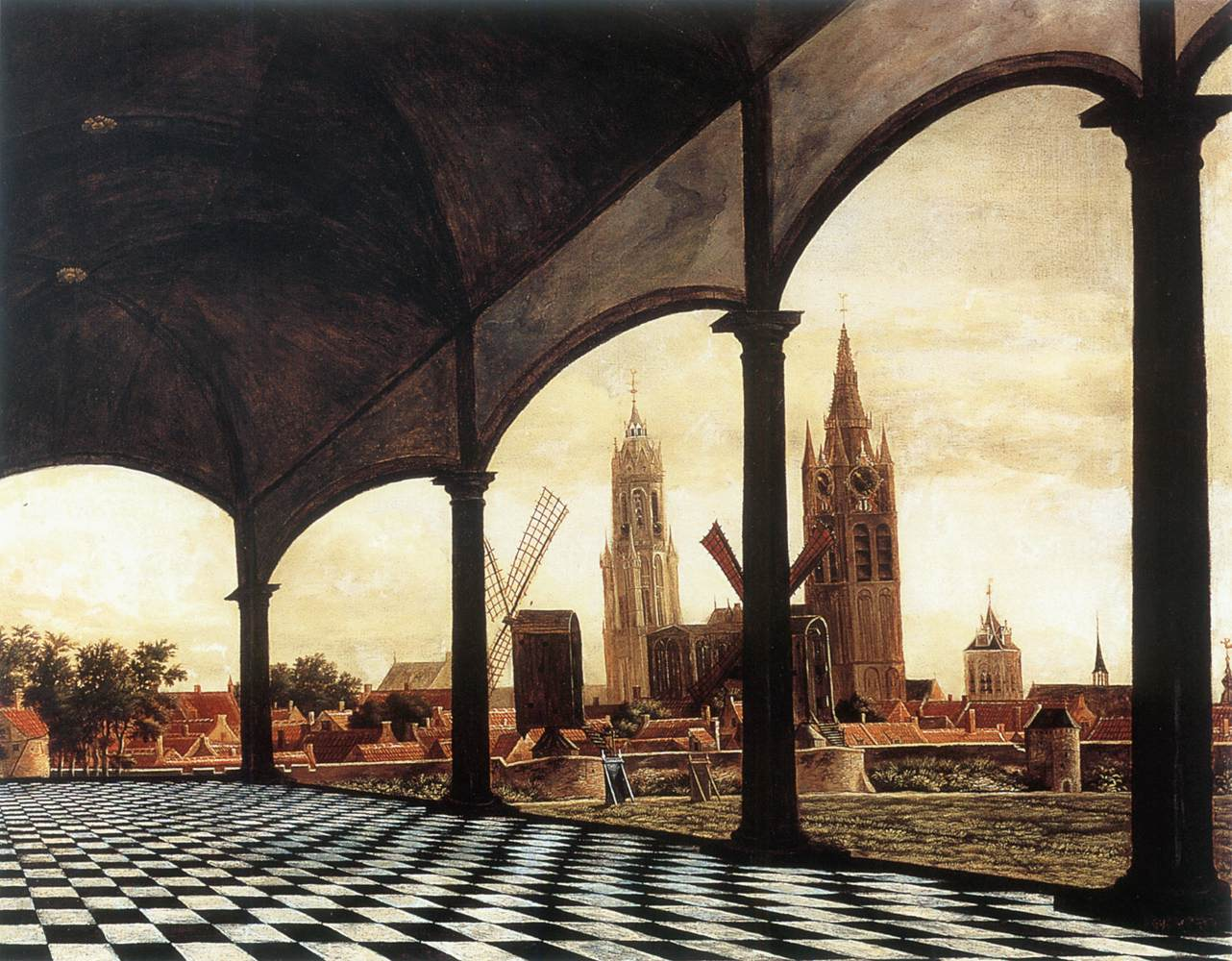
Vue de Delft à travers une loggia imaginaire, Daniel Vosmaer

- L'explosion de la poudrière à Delft en 1654, Het Prinsenhof Stedelijk Museum, Delft
- Vue de Delft à travers une loggia imaginaire, Het Prinsenhof Stedelijk Museum, Delft
- Vue de Delft après l'explosion de la poudrière en 1654, Philadelphia Museum of Art, Philadelphie